# Oscar Lognon
Oscar Lognon, né le 20 décembre 1975, est un joueur de dames franco-ivoirien de Saint-Lumine-de-Clisson, licencié au Damier Nantais. 
Débutant à l'âge de dix ans, il est devenu maître international et a remporté le championnat de France en 2006.

## Palmarès
- Maître International;
- Champion de France senior en 2006[1] à Lauzerte;
- Participation au championnat du monde senior en 2009[2] à Berlin et en 2021 à Tallin[3].
- Participation aux championnats du monde 2005 et 2006 par équipes;
- Participation aux championnats d'Europe en 2018[4] à Moscou.
- Participation aux olympiades de l'esprit en 2008[5];
- Open International de Cannes en 2002;
- Champion de France des semi-rapides en 2009 à Avermes;
- Vice-champion de France seniors en 2011[6] et 2018[7];
- Vice-champion de France seniors en blitz en 2019[8];
- Champion de la Ligue Centre Ouest en 2004, 2005 et 2010;
- Champion de Nantes à sept reprises.